# كوركورو والأصدقاء
كوركورو والأصدقاء أو كوركورو ورفاقه (الكورية: 꾸루꾸루와 친구들؛ ر.ك.م.: Kkurukkuruwa Chingudeul) هو مسلسل رسوم متحركة كوري - صيني عام 2006 بتقنية إيقاف الحركة، ويستهدف في المقام الأول الأطفال في مرحلة ما قبل المدرسة. إنها أول سلسلة رسوم متحركة أصلية من فانجوس Ffango's. من إخراج جونغ هاي أون ووكتبه يي جيونج جيون وجانغ اون جو وصممت الشخصيات من قبل جين هيو جونغ.

## القصة

### الموسم 1
تدور أحداث القصة في قرية تسمى قرية الغابة الخضراء Green Forest Village، حيث يسكنها حيوانات تربطهم الصداقة. ركزت القصة على 5 أصدقاء حيوانات جميعهم يخوضون مغامرات عديدة في الغابة والمدينة، ويصنعون قصصًا مثيرة ورائعة وأيضًا يدخلون ويخرجون من المشاكل بينما يتعلمون دروسًا قيمة في الحياة والأشياء من حولهم.

### الموسم 2
حول الموسم الثاني، تدور القصة حول الأطفال الذين يحاولون إحباط الثنائي المثير للمشاكل آرتشي، صبي جاكرابيت رمادي ودانغ دانغ، صبي قرد بني كانا يحاولان التسبب في مشاكل في قرية الغابة الخضراء.

### غابة شجرة قوس قزح
تستضيف قرية الغابة الخضراء مهرجانًا للاحتفال بمرور 1000 عام على نمو الشجرة الكبيرة في وسط القرية. بينما يساعد Curucuru وأصدقاؤه في المهرجان، علموا أن حيوية الشجرة ترجع إلى عنصر أسطوري يسمى بينجيا Pingya، مما يمنحها الحب الأبدي والحياة. ولكن في خضم المهرجان، جاءت مجموعة من الضباع القراصنة إلى القرية وسرقوا العنصر الأسطوري، مما تسبب في ذبول الشجرة. الآن الأمر متروك لـ كوركورو ورفاقه لاستعادتها من القراصنة، قبل أن تسوء الأمور. لكن وسط المشاكل الفعلية التي يواجهونها، يواجه الأطفال أيضًا طفل نمر غريب، مرتبط بالحادث.

## روابط خارجية
- موقع KBS الرسمي (كوري)
- كوركورو والأصدقاء في قاعدة بيانات الأفلام الكورية